# Deliciosa fruta seca
Deliciosa fruta seca es una película peruana dramática, protagonizado por Claudia Dammert y Hugo Vasquez. Fue dirigida y escrita por Ana Caridad Sánchez. Se estrenó el 27 de abril de 2017 en el marco del Festival de Cinéma Péruvien de Paris. En Lima fue estrenada el 6 de agosto de 2017, durante el 21º Festival de Cine de Lima.
La película se propone como un «grito de libertad, de alegría y de empuje para aquellas mujeres que han postergado sus sueños a causa de la rutina» y como «un homenaje a la marinera, a la mujer y a la conquista de la libertad».

## Argumento
Marialicia, un ama de casa de alta sociedad Trujillana “felizmente” casada, descubre que el maravilloso hogar que siempre creyó tener no existe. Decepcionada de la mentira que ha sido su vida, decide comenzar de nuevo. Como parte de este replanteamiento se debe mudar a un nuevo barrio y aprender a valorar sus propios talentos, como los deliciosos pasteles de fruta seca que antes regalaba a sus amigas o las obras de caridad y que ahora vende en las bodegas del barrio.
El nuevo espacio en el que transcurre su vida tiene nuevos colores, y también nuevos sonidos: un día escuchará una Marinera (la más popular de las danzas folclóricas del Perú) y se verá atraída hacia el lugar del que proviene: una academia de danzas. La pasión de la Marinera Norteña la dejará impactada y se decide a tomar clases, conociendo a un grupo de mujeres con historias extraordinarias que cambiarán radicalmente su modo de ver la vida.
A sus sesenta años, Marialicia, tendrá una nueva oportunidad de descubrir qué es lo que ella quiere.

## Reparto
- Claudia Dammert como Marialicia.[4]
- Hugo Vasquez como Carlos.[4]
- Mauricio Fernandini como Rodolfo.[4]
- Mónica Domínguez como Claire.[4]
- Cinthya Calderón[4]
- Natalia Cárdenas[4]
- Claudia Herrán[4]

## Producción
El proyecto fue ejecutado en su totalidad por la productora Totora Producciones. El 2011 ganó la ayuda de Ibermedia para desarrollo de proyectos de largometraje.
Durante la fase de desarrollo, el proyecto participó en un laboratorio de guiones con Laura Esquivel en Cuenca, Ecuador.
Para la posproducción contó con el premio a Proyectos de Posproducción de Largometraje 2016 del Concurso Nacional de la Dirección del Audiovisual, la Fonografía y los Nuevos Medios (DAFO) del Ministerio de Cultura del Perú.
El equipo de producción incluye a Andres Malatesta a cargo de la producción general (Malabrigo, Alias la Gringa, Coraje), al maestro Juan Durán en la dirección de fotografía, y a Ana Caridad Sánchez en la dirección.

## Banda sonora
La banda sonora de la película comprende la música original de Pauchi Sasaki y las marineras de la reconocida compositora Lucy de Mantilla. Dentro de las marineras incluidas se encuentran «Chucuturrita» y «Alma y corazón».

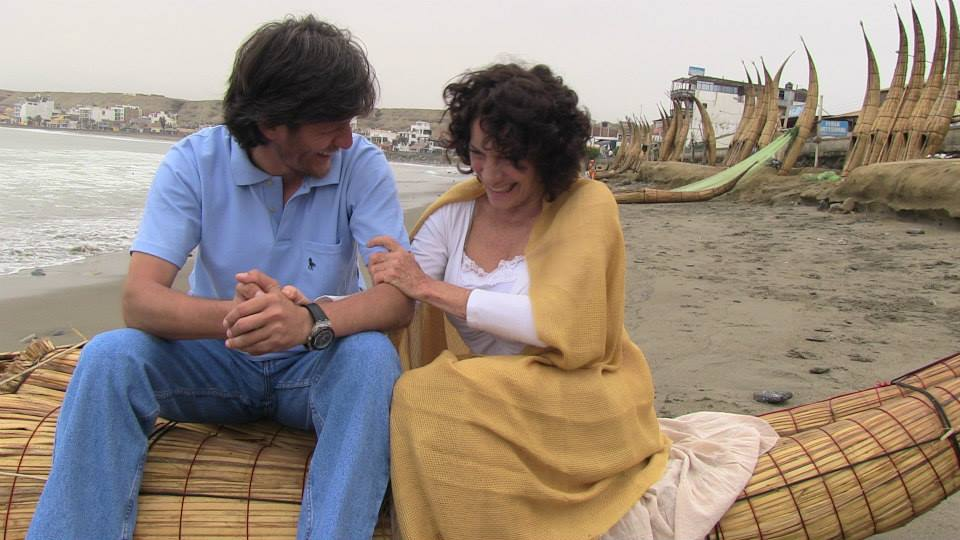
En las playas de Huanchaco durante el rodaje de Deliciosa fruta seca (película).

## Premios
La película ha recibido las siguientes distinciones:
- 2017. Ganadora de Le Soleil Tounant a mejor largometraje en la categoría ficción del Festival de Cinéma Péruvien en París.[12]
- 2017. Selección del Festival de Cine de Lima.[2]
- 2018. Premio del Público Semaine du Cinema Hispanique, de Clermont-Ferrand, Francia.[13]